# Hofebusch
Der Hofebusch, auch Hofbusch, ist ein Waldgebiet in der Oberlausitz. Sein Name leitet sich von dem Gutshof in Großschönau ab. Der Hofebusch bedeckt mehrere Erhebungen, darunter auch den Weißen Stein, den Forstenberg und den Lindeberg.

## Lage und Ausdehnung
Das Waldgebiet wird begrenzt durch die Orte Großschönau im Süden, Varnsdorf im Westen, Spitzkunnersdorf im Norden und Hainewalde im Südosten. In früherer Zeit erstreckte sich das Waldgebiet wesentlich weiter nach Süden, wo es im Westen mit dem Lehnbusch verbunden war. Im Zuge der Besiedelung Neueibaus wurden aber große Teile des Gebiets gerodet, um Platz für neue Landwirtschaftsflächen zu schaffen.
Das Gebiet des Waldes gehört zum Landschaftsschutzgebiet Mandautal sowie zum Naturpark Zittauer Gebirge.

## Geologie
Der Hofebusch liegt am südlichen Ende der Seifhennersdorfer Basaltdecke. Der Boden ist durchsetzt von Verwitterungsschutt.